# Американски бандити
„Американски бандити“ (на английски: American Outlaws) е американски уестърн от 2001 година на режисьора Лес Мейфийлд. Във филма участват Колин Фарел, Скот Каан и Али Лартър.